# Amalie Jørgensen
Amalie Jørgensen (* 4. Juli 2000 in Odense) ist eine dänische Volleyballspielerin.

## Karriere
Jørgensen spielte in ihrer Heimat zunächst bei Fortuna Odense Volley. Die Mittelblockerin spielte von 2016 bis 2019 auch in der dänischen Juniorinnen-Nationalmannschaft und seit 2021 in der dänischen A-Nationalmannschaft. Nach einem Auslandsaufenthalt 2019/20 bei der US-amerikanischen Middle Tennessee State University gewann sie 2021 mit Gentofte Volley die dänische Vizemeisterschaft. Danach wechselte sie zum Tchalou Volley Club, bei dem sie 2023 als „Beste Blockspielerin“ der belgischen Liga ausgezeichnet wurde. 2023 wurde Jørgensen vom deutschen Bundesligisten USC Münster verpflichtet. 2024 wechselte sie nach Frankreich zu RC Cannes.